# L'abbraccio dell'orso
L'abbraccio dell'orso (Charlie Muffin) è un film per la televisione del 1979 diretto da Jack Gold, basato sul romanzo del 1977 Charlie M. di Brian Freemantle. Negli USA il film fu presentato col nome A Deadly Game. La produzione fu Euston Films.

## Trama
Charles Muffin, Charlie per gli amici, è un agente dei servizi segreti britannici che, pur avendo appena portato a termine un'importante operazione con l'arresto di una spia sovietica, viene considerato sorpassato da sir Henry Cuthbertson, il suo nuovo capo, e dai colleghi Harrison e Snare, ambiziosi ed arroganti. Viene, di conseguenza, retrocesso e sospeso dal servizio.
Mentre il capo elabora un piano per trattare la defezione del generale Valery Kalenin del KGB che pare intenzionato a disertare, Muffin approfitta del periodo di libertà per fare un viaggio a Vienna con la moglie Edith, non senza prima aver raccolto le confidenze di Janet, la segretaria di sir Henry, invaghitasi di lui.
Harrison e Snare, incaricati di contattare Kalenin l'uno a Lipsia e l'altro a Mosca, vengono però fermati dal KGB grazie ad una soffiata della CIA, intenzionata a portare negli Stati Uniti il generale sovietico, dopo che sir Henry ha rifiutato la collaborazione degli americani.
In conseguenza di ciò, Charlie viene reintegrato e inviato a trattare l'espatrio di Kalenin, questa volta con l'aiuto di un agente della CIA, che, tra l'altro, mette a sua disposizione mezzo milione di dollari. Charlie Muffin, con abilità, organizza  e conduce l'uscita di Kalenin dalla Cecoslovacchia all'Austria, uscita che si concluderà con vantaggio reciproco.    